# 多里斯-杜图尔武
多里斯-杜图尔武是巴西米纳斯吉拉斯州的一个市镇。总面积231.285平方公里，总人口4572人，人口密度19.8人/平方公里。